# Integrator systemów
Integrator systemów (ang. systems integrator) – podmiot (np. firma informatyczna lub niezależny konsultant) dysponujący aktualną wiedzą w zakresie sprzętu, oprogramowania, organizacji sieci komputerowych oraz rozwiązań organizacyjnych, zajmujący się opracowaniem i realizacją planów kompleksowej informatyzacji przedsiębiorstw i instytucji (w tym unowocześnienia istniejących w nich systemów informatycznych).